# اسدالله صنیعی
سپهبد اسدالله صنیعی (زاده ۲۳ تیر ۱۲۸۳ در همدان – درگذشته ۲۳ مرداد ۱۳۷۷ در ونکوور) تحصیلات خود را در دانشکده افسری و دانشگاه جنگ پایان برد. چند دوره کوتاه مدت در اروپا و آمریکا گذرانید. با درجه سرگردی رئیس دفتر نظامی ولیعهد بود، در درجات بالاتر به ریاست سررشته داری ارتش و مدیر عاملی شرکت‌های تعاونی ارتش رسید تا سرانجام به معاونت مالی و اداری وزارت جنگ منصوب شد. صنیعی آجودان شخصی محمدرضا پهلوی پیش از رسیدن به سلطنت بود. در کابینه علم به کفالت وزارت جنگ منصوب شد و در ۱۳۴۲ در کابینه حسنعلی منصور، وزیر جنگ گردید و در کابینه هویدا هم چند سالی در آن سمت بود. در ۱۳۴۷ در کابینه تغییراتی داده شد و صنیعی به وزارت تولیدات کشاورزی معرفی گردید. قریب یک سال در آن سمت بود که وزارت تولیدات منحل گردید و ضمیمه وزارت تعاون و امور روستاها شد. صنیعی در ۹۴ سالگی در جمعه ۲۳ مرداد ۱۳۷۷ در ونکوور کانادا درگذشت.